# August Junge
Karl August Junge (* 19. Juni 1821 in Frankenau bei Mittweida; † 24. Juni 1869 in Freiberg; auch: Carl August Junge) war ein deutscher Hochschullehrer für Mathematik und Markscheidekunst.

## Leben
Von 1835 bis 1840 ließ er sich in Freiberg zum Lehrer ausbilden, danach wirkte er als Elementarlehrer in Elterlein und ab 1846 als Bürgerschullehrer in Chemnitz. Im Jahr 1850 wurde er Lehrer für Reine Mathematik, Mechanik und Praktische Geometrie an der Königlichen Gewerbeschule Chemnitz. 1855 promovierte Junge an der Universität Leipzig. Im gleichen Jahr wurde er Professor für Mathematik an der Bergakademie Freiberg. Er hielt zunächst Vorlesungen über Höhere Mathematik und Geometrie sowie über Höhere Analysis. Ab 1856 las er außerdem über Darstellende Geometrie und ab 1859 über Praktische Markscheidekunst, 1860 kam Wahrscheinlichkeitsrechnung hinzu.
Verdienste Junges waren die Mathematisierung der Markscheidekunst und die Verbesserung und Konstruktion markscheiderischer Instrumente. Er engagierte sich als Stadtverordneter u. a. für Schulangelegenheiten und die städtische Wasserversorgung, und er leitete über mehrere Jahre den Freiberger Gewerbeverein. Außerdem wirkte er im Sektionsvorstand des Sächsischen Ingenieurvereins.
In Freiberg wurde 1883 eine Straße nach ihm benannt.

## Veröffentlichungen (Auswahl)
- Elementare Begründung der Axonometrie: nach einer brieflichen Mittheilung des K. Sardinischen Bergingenieurs Herrn Quintino Sella in Turin an Herrn Prof. Weisbach. In: Der Civilingenieur. Bd. 3/1857. Digitalisat
- Projection einer Eisenbahnlinie zwischen Tharandt und Freiberg nebst Variante. In: Der Civilingenieur. Bd. 4/1858
- Beschreibung eines neuen Messtisches. In: Der Civilingenieur. Bd. 6/1860
- Beschreibung eines mit dem Markscheidergoniometer ausgeführten Währzuges. Ca. 1861
- Tafel der wirklichen Länge der Sinus und Cosinus für den Radius 1000000 und für alle Winkel des ersten Quadranten von 10 zu 10 Secunden: für Markscheider, Geometer, Eisenbahningenieure, Mechaniker, Astronomen und Mathematiker, insbesondere diejenigen, welche bei trigonometrischen Berechnungen die Thomas’sche Rechenmaschine benutzen. Leipzig, 1864 Digitalisat
- Eine Versuchsreihe mit dem Amsler’schen Polarplanimeter. In: Der Civilingenieur. Bd. 12/1866
- Ueber den Unterricht in der practischen Markscheidekunst an der Bergakademie. In: Festschrift zum hundertjährigen Jubiläum der Königl. Sächs. Bergakademie zu Freiberg am 30. Juli 1866. Bergakademie Freiberg, 1866, S. 204–212 Digitalisat